# 麥角靈
麥角靈是一种化合物，其结构骨架被包含在一个多种多样化的生物碱里。 麦角灵衍生物在临床上用于血管收缩（5-HT受体激动剂，麦角胺）的目的，用于偏头痛的治疗和减轻（与咖啡因使用）和帕金森氏病。
麦角真菌中发现了一些麦角生物碱有牵连的条件下麦角中毒，导致惊厥和坏疽症状。其他生物碱则是迷幻精神活性物质，包括LSD，麦角酸和三色牵牛某些生物碱及相关品种。

## 自然产生
麦角灵生物碱在低级真菌 和二种开花植物中被发现：墨西哥物种Turbina corymbosa和圆萼天茄儿。

## 麦角灵衍生物
有3个主要种类的麦角灵衍生物，水溶性麦角酸酰胺，非水溶性麦角肽（ergopeptines）（即，麦角肽），以及卡尔文（clavine）基团 。

## 参阅
- 麦角
- 麦角中毒
- 麦角酸
- 偏头痛
- 艾伯特·霍夫曼